# História do vegetarianismo
Vegetarianismo é uma filosofia alimentar que exclui, todos os tipos de carnes (boi, peixe, frutos do mar, porco, frango e outras aves etc.), bem como alimentos dela derivados. Quanto aos demais produtos de origem animal (leite, queijo, ovo etc.), as definições variam: segundo o Dicionário Aurélio, o vegetarianismo os exclui, enquanto que o vegetarismo os inclui; segundo a União Vegetariana Internacional, pode os incluir ou não. É um regime praticado pelo ser humano desde as épocas mais remotas.

## Pré-história
O Homem pré-histórico era principalmente vegetariano e, se comprimirmos toda a evolução da humanidade na vida de uma pessoa de 70 anos, o consumo de carne só aparece nos últimos nove dias. Donna Hart, professora de antropologia na Universidade de Missouri, e Robert W. Sussman, professor de antropologia e ciência ambiental na Universidade de Washington, argumentam, no livro Man the Hunted, vencedor do W.W. Howells Award em 2006, que os nossos antepassados eram presas de outros animais, e não predadores, e que a necessidade de escaparem a estes animais maiores e mais ferozes incentivou a capacidade intelectual e a linguagem.
Ainda acrescentaram que é óbvio que os hominídeos não caçaram a grande escala antes do advento do fogo controlado e que não possuem a anatomia e fisiologia próprias para serem comedores de carne. Segundo os autores, o crescimento do cérebro ocorreu muito antes de a carne vermelha fazer regularmente parte da dieta do Homem.

## Índia
O vegetarianismo tem sua origem na tradição filosófica indiana, que chega ao Ocidente com a doutrina pitagórica. Nas raízes indianas e pitagóricas do vegetarianismo, este é ligado à noção de pureza e contaminação, não correspondendo à sua atual visão de respeito aos animais. Mahavira, fundador histórico do jainismo, era vegetariano rigoroso, tal como os seus seguidores. Sidarta Gautama, o Buda, era vegetariano e não permitia que os seus discípulos consumissem carne.
Da mesma forma, Asoka, o imperador budista, recomendou o vegetarianismo e proibiu o sacrifício de animais.

## Egipto
No Egipto, por volta de 3200 AC, o vegetarianismo foi adotado por grupos religiosos, que acreditavam que o ato de não se alimentarem de carne criava um poder cármico que facilitava a reencarnação.

## Antiguidade Clássica

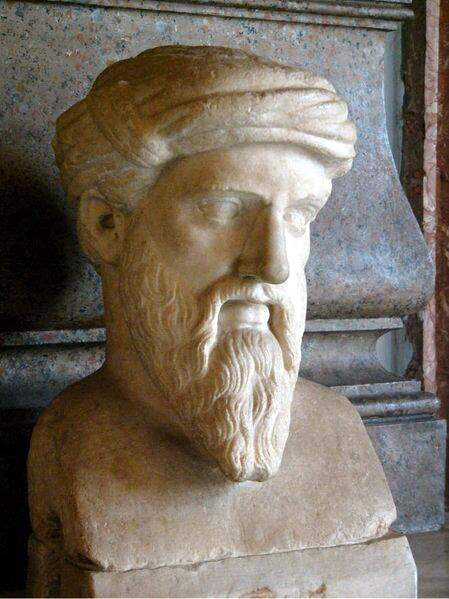
Pitágoras de Samos, precursor do vegetarianismo ético no ocidente

No mundo greco-romano, o vegetarianismo manifestou-se principalmente nos escritos de Plutarco, Porfírio e Ovídio. Na Grécia Antiga, existia a crença numa Era Dourada em que a humanidade vivia em paz e não comia animais. Tal crença aparece registada na obra do poeta grego do século VIII a.C. Hesíodo.
Pitágoras, o filósofo e matemático grego, é, geralmente, considerado o pai do vegetarianismo no ocidente. Na sociedade fundada por Pitágoras, as mulheres eram admitidas em pé de igualdade com os homens, e não se consumia carne com base na teoria da transmigração das almas, segundo a qual a alma passava sucessivamente de um corpo para outro, inclusive para o corpo de outros animais, o que fazia com que o consumo da carne destes fosse comparável ao canibalismo.Jâmblico e Diógenes Laércio, seus biógrafos, escreveram sobre o seu regime vegetariano.
Pouco depois de Pitágoras, Empédocles, o filósofo, médico, legislador, professor e místico grego, foi um defensor do vegetarianismo e dos animais. Outro filósofo posterior a Pitágoras, Platão, é, frequentemente, citado como tendo sido vegetariano. No entanto, não existe evidência de que tenha realmente praticado o vegetarianismo, apesar de ter feito a apologia desse regime na República e nas Leis, embora não o tenha feito com base na consideração pelos outros animais.
Uma das passagens mais antigas a favor de um vegetarianismo ético surgiu quando Ovídio, nas Metamorfoses, pôs, na boca de Pitágoras, estas palavras:
| “ | Que crime horrível lançar em nossas entranhas as entranhas de seres animados, nutrir na sua substancia e no seu sangue o nosso corpo! para conservar a vida a um animal, porventura é mister que morra um outro? Porventura é mister que em meio de tantos bens que a melhor das mães, a terra, dá aos homens com tamanha profusão, prodigamente, se tenha ainda de recorrer à morte para o sustento, como fizeram ciclopes, e que só degolando animais seja possível cevar a nossa fome? [...] É desumanidade não nos comovermos com a morte do cabrito, cujos gritos tanto se assemelham aos das crianças, e comermos as aves a que tantas vezes demos de comer. Ah! quão pouco dista dum enorme crime! | ” |

Este trecho de Ovídio reflecte os ensinamentos dos pitagóricos no primeiro século.

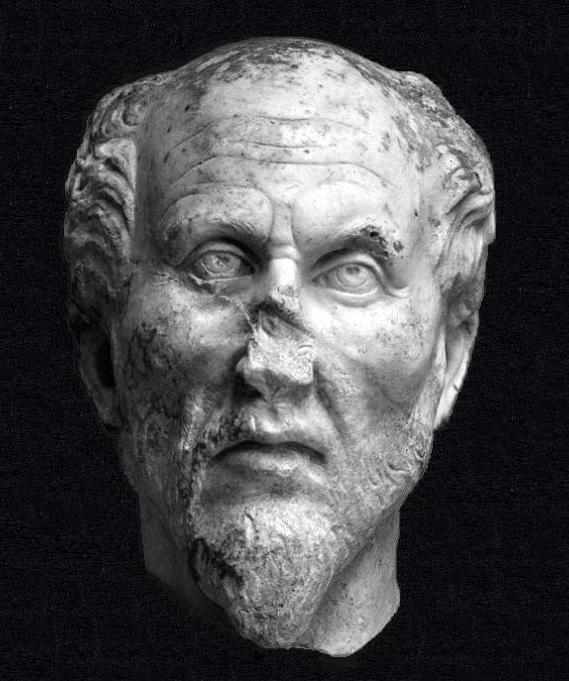
Plotino, filósofo neoplatônico grego, mestre de Porfírio

O filósofo e taumaturgo neopitagórico Apolônio de Tiana, que era vegetariano, terá, de acordo com o seu biógrafo, Flávio Filóstrato, proferido as seguintes palavras:
| “ | Por mim, discerni uma certa sublimidade na disciplina de Pitágoras e como uma certa sabedoria secreta capacitou-o a saber não apenas quem ele era a si mesmo, mas também o que ele tinha sido; e eu vi que ele se aproximou dos altares em estado de pureza, e não permitia que a sua barriga fosse profanada pelo partilhar da carne de animais; e que ele manteve o seu corpo puro de todas as peças de roupa tecidas de refugo de animais mortos; e que ele foi o primeiro da humanidade a conter a sua própria língua, inventando uma disciplina de silêncio descrito na frase proverbial, 'Um boi senta-se sobre ela.' Eu também vi que o seu sistema filosófico era em outros aspectos oracular e verdadeiro. Então corri a abraçar os seus sábios ensinamentos... | ” |

Quanto a Porfírio (c.232- c.304), filósofo neoplatônico e discípulo de Plotino, é importante referir aqui que escreveu uma Vida de Pitágoras  (Vita Pythagorae) e um tratado a favor do vegetarianismo intitulado Da Abstinência do Alimento Animal (De abstinentia ab esum animalum). Também foi autor da obra A Vida de Plotino (Vita Plotini), onde mencionou o regime vegetariano do seu mestre.
Um ponto de vista diferente era defendido por Aristóteles. Este escreveu que o homem é superior à mulher, aos escravos e aos animais, e que era preferível para estes três grupos estarem sob o governo de um mestre. 
Para ele os animais existiam para o Homem (sendo por isso aceitável come-los). Também defendia que os animais agiam meramente por instinto, um ponto de vista actualmente descartado pelos especialistas em comportamento animal.
Por essa altura, os Essênios, que eram uma seita judaica, não matavam animais nem faziam sacrifícios, e alimentavam-se apenas com alimentos vegetais.

## Idade Média
Segundo os Padres da Igreja primitivos como Tertuliano, Clemente de Alexandria e São João Crisóstomo, evitar a carne era uma maneira de aumentar a disciplina e a força de vontade necessárias para resistir às tentações. São João Crisóstomo, por exemplo, escreveu que a alimentação carnívora é uma luxúria e que o Homem, ao comer carne, é pior que os animais selvagens, que só têm esse forma de se alimentarem. Escreveu, ainda, nas Homilias, que "o ventre, quando sobrecarregado de carnes, vinga-se de nós por uma infinidade de males que nos faz sofrer."
Durante os tempos medievais, o vegetarianismo foi extremamente comum entre inúmeras ordens religiosas. No entanto, não era incentivado por respeito aos animais mas principalmente como uma forma de controlar os desejos corporais. Era um regime extremamente pobre e muito pouco variado, sendo comum a prática de jejum.
Houve, no entanto, muitos santos conhecidos pela sua compaixão para com os animais, não só durante Idade Média, como em épocas posteriores, tais como São Francisco de Assis, São Francisco de Paula, Filipe Néri e Martinho de Porres. São Francisco de Assis, no entanto, não foi vegetariano, nem a ordem que fundou o foi, apesar de muitos franciscanos individuais o terem sido.
De resto, a carne era um símbolo das classes altas.

## Renascimento

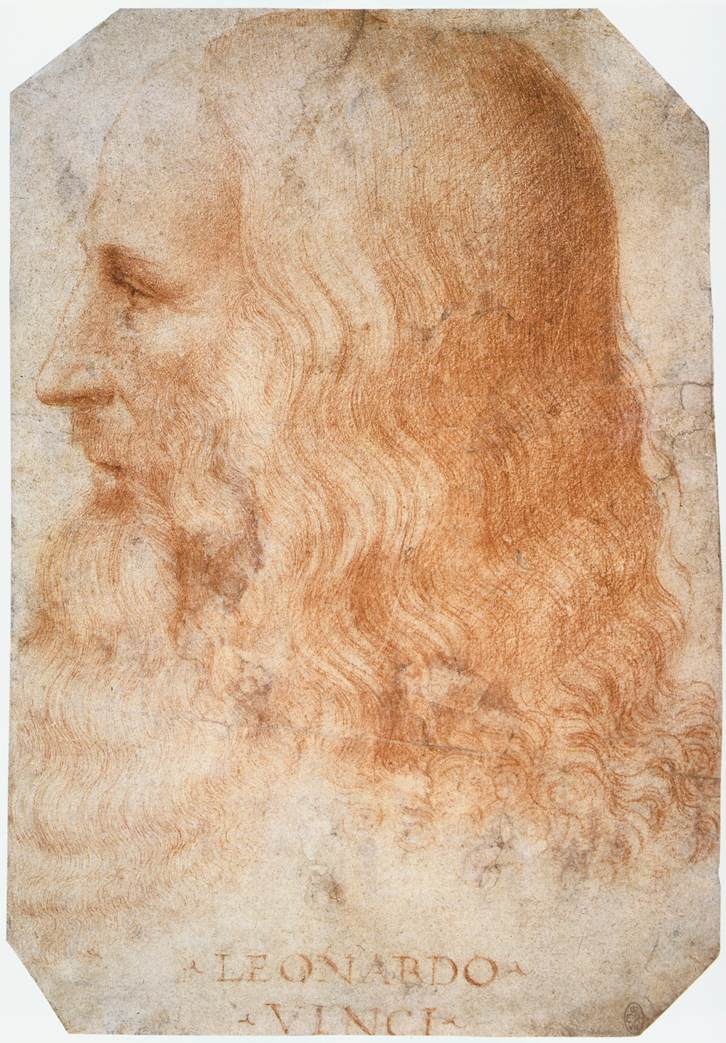
Retrato de Leonardo da Vinci, por Francesco Melzi (depois de 1510)

No Renascimento, a carne era um luxo reservado principalmente para os ricos. Por exemplo, em Portugal, na época dos Descobrimentos, as classes mais pobres alimentavam-se principalmente de cereais (aveia, cevada e trigo), legumes (milho miúdo, ervilhas, favas, feijão e couves) e vinho e, quando faltavam os cereais, recorria-se à bolota, à castanha e por vezes ao pão de milho ou de centeio.
Nesta época, houve uma maior sensibilidade em relação ao animais. Thomas More e Erasmo de Roterdão criticaram a caça.
Leonardo da Vinci parece ter sido vegetariano pelo menos no final da sua vida. Numa carta enviada por Andrea Corsali a Juliano II de Médici, depois de este descrever um povo Indiano do Gujarat que não comia nada com sangue nem feria nenhum ser vivo, acrescentou, "como o nosso Leonardo da Vinci." Leonardo escreveu, nos seus livros de notas, inúmeras passagens em que se indignava com a forma cruel como o homem tratava os outros animais. Por exemplo:
| “ | Se és, como te descreves a ti próprio, o rei dos animais - seria preferível que te chamasses a ti próprio rei das feras selvagens porque és a maior de todas! -, por que não os ajudas para que eles possam ser capazes de oferecer os seus filhos ao teu palato, por mor do qual te transformaste num cemitério para todos os animais? Poderia ainda afirmar mais, se tal me fosse permitido. | ” |

Durante esta época, a filosofia clássica foi redescoberta e o pitagorismo e o neoplatonismo tornaram-se, de novo, muito influentes na Europa. As Metamorfoses de Ovídio, com o seu Pitágoras vegetariano, tornaram-se uma obra imensamente popular nessa altura, sendo citada, imitada e traduzida (para inglês, espanhol, alemão, italiano e espanhol), e era leitura obrigatória para os estudantes. O filósofo e humanista neoplatónico Marsilio Ficino, tradutor de Platão e de Plotino,  descrevia, com frequência, as virtudes do vegetarianismo, e o médico Marco Fabio Calvo (c. 1440-1527) era conhecido como pitagórico e vegetariano.
Também os ensaios de Michel de Montaigne evidenciam bastante sensibilidade para com os animais. Exemplo disso é a seguinte passagem: "Nunca pude ver sem constrangimento perseguir e matar inocentes animais, quase sempre indefesos, e dos quais nunca o homem recebeu a mais pequena ofensa." Ou ainda: "Para algumas mães é um passatempo ver o filho torcer o pescoço a um frango, bater ou magoar um cão ou um gato [...] isso são meios, sementes e raízes da crueldade, tirania e traição."

## Século XVII
Por esta altura, Descartes e os seus seguidores diziam que os animais são meros autómatos sem sentimentos e que, portanto, não há problema em comê-los e usá-los em experiências. O naturalista inglês John Ray, que tinha uma posição oposta, escreveu que não acreditava que as outras criaturas foram criadas para o ser humano. Ele era ainda da opinião de que: 
| “ | O homem de maneira nenhuma tem a constituição de um ser carnívoro. A caça e a velocidade não são naturais para ele. O homem não tem nem os dentes pontiagudos nem as garras para matar a sua presa. Pelo contrário, as suas mãos são feitas para colher fruta, bagas e vegetais e os seus dentes apropriados para mastigá-los. | ” |

## Século XVIII

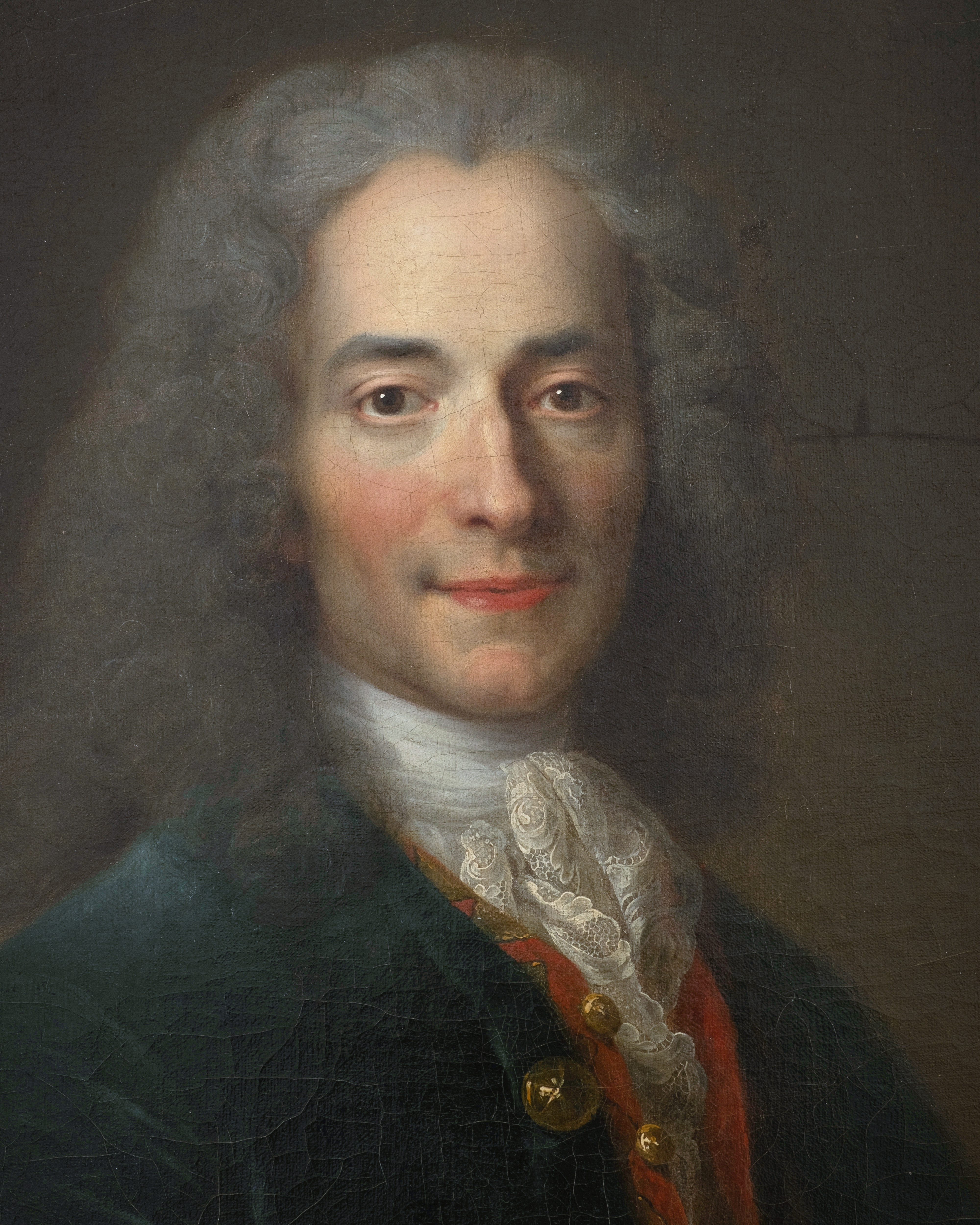
François-Marie Arouet, mais conhecido por Voltaire, foi um apologista do vegetarianismo e opositor da ideia de que os animais eram autómatos sem sentimentos

Com o iluminismo, começou-se a questionar o consumo de carne e o tratamento dos animais. Em 1714, Bernard Mandeville escreveu, na sua obra The Fable of The Bees: or, Private Vices, Publick Benefits: 
| “ | Eu não posso compreender com um homem, que não está inteiramente endurecido e habituado à vista do sangue e do massacre, possa assistir sem remorso ao massacre de animais como o boi e o carneiro, nos quais o coração, o cérebro, os nervos, diferem tão pouco dos nossos, e cujos órgãos dos sentidos, e por consequência do coração, são os mesmos que no ser humano. | ” |

Em 1743, o médico e naturalista italiano Antonio Cocchi publicou Del Vitto Pitagorico Per Uso Della Medicina: Discorso D’Antonio Cocchi, um livro em defesa do regime pitagórico, ou vegetariano. Em 1762 apareceu uma tradução francesa.
No século XVIII, Voltaire e Jean-Jacques Rousseau promoveram o vegetarianismo nos seus escritos, apesar de eles próprios não o terem praticado. Uma personagem de uma novela de Voltaire diz assim: 
| “ | Os homens alimentados de carnes e saciados de licores fortes têm, todos, um sangue azedo e adusto que os torna loucos de cem maneiras diferentes: a sua principal demência é o furor de derramarem o sangue de seus irmãos e de devastarem planícies férteis para reinarem em cemitérios. Os direitos dos animais e o vegetarianismo foram temas muito presentes na obra de Voltaire. | ” |

Uma das suas obras mais notáveis a este aspecto é o "Diálogo do frango e da franga".
Outros críticos do consumo de carne neste período foram Alexander Pope e James Thomson. Pope, defensor dos animais e opositor da vivissecção, escreveu assim num ensaio:
| “ | Mal nos tornamos sensíveis ao que a vida é para nós, fazemos um passatempo de a roubarmos aos outros... Quando crescemos e nos fazemos homens, temos outra série de passatempos sanguinários, particularmente a caça. Mas, se os nossos esportes são destruidores, muito mais o é a nossa gula e duma forma muito mais desumana. As lagostas assadas vivas, os porcos fustigados até à morte, as aves amanhadas, são testemunho da nossa luxúria. Aqueles que, na frase de Séneca, repartem a vida entre uma consciência ambiciosa e um estômago enauseado, têm a justa recompensa da sua gula nas doenças que ela acarreta. Porque os selvagens humanos, como os outros animais bravios, encontram ratoeiras e venenos nas provisões da vida e enganados pelo apetite correm à própria destruição. Não conheço nada mais repelente do que o aspecto duma das suas cozinhas coberta de sangue onde se ouvem os gritos dos seres que expiram em torturas. Dá-nos a imagem da caverna dum gigante nos romances, juncada de cabeças dispersas e membros lacerados daqueles que a sua crueldade chacinou. | ” |

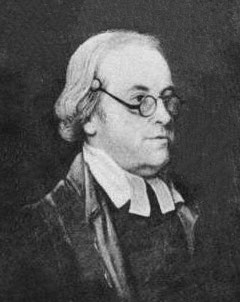
Ao contrário de alguns escritores do século XVIII que defenderam o vegetarianismo mas não o praticaram, David Hartley foi vegetariano

O filósofo David Hartley, um dos autores dessa época que realmente praticou o vegetarianismo, considerava que matar animais para comer era prejudicial aos princípios de benevolência e compaixão.
Contemporâneo destes últimos foi o famoso médico vegetariano George Cheyne, que escreveu: "Não consigo encontrar nenhuma grande diferença... entre comer carne humana e comer a carne de outro animal, excepto o costume e o exemplo."
Em 1791, o filósofo e activista escocês John Oswald (1730-1793), que morreu a combater na Revolução Francesa, publicou The Cry of Nature or an Appeal to Mercy and Justice on Behalf of the Persecuted Animals, onde argumentou que o Homem possui naturalmente sentimentos de piedade e de compaixão, e que se cada pessoa tivesse de matar os animais que come o vegetarianismo seria muito mais comum.
Em 1797, surgiu outra obra importante: On the Conduct of Man to inferior Animals, da autoria de George Nicholson (1760-1825).
Outro autor cujas obras tiveram grande importância para o movimento vegetariano do século XVIII foi Jacques-Henri Bernardin de Saint-Pierre.
Nesse século, nos Estados Unidos, houve pequenos grupos de cristãos vegetarianos, sendo o mais conhecido a comunidade religiosa de Ephrata (Ephrata Cloister ou Ephrata Community), fundada na Pensilvânia por Conrad Beissell em 1732.
Ainda predominava, no entanto, a mentalidade antropocêntrica, como testemunham estas palavras de Emmanuel Kant: "Os animais não têm consciência de si mesmos e não são por conseguinte senão meios em vista de um fim. Esse fim é o homem. Por isso, este não tem nenhum dever imediato para com eles."

## Século XIX

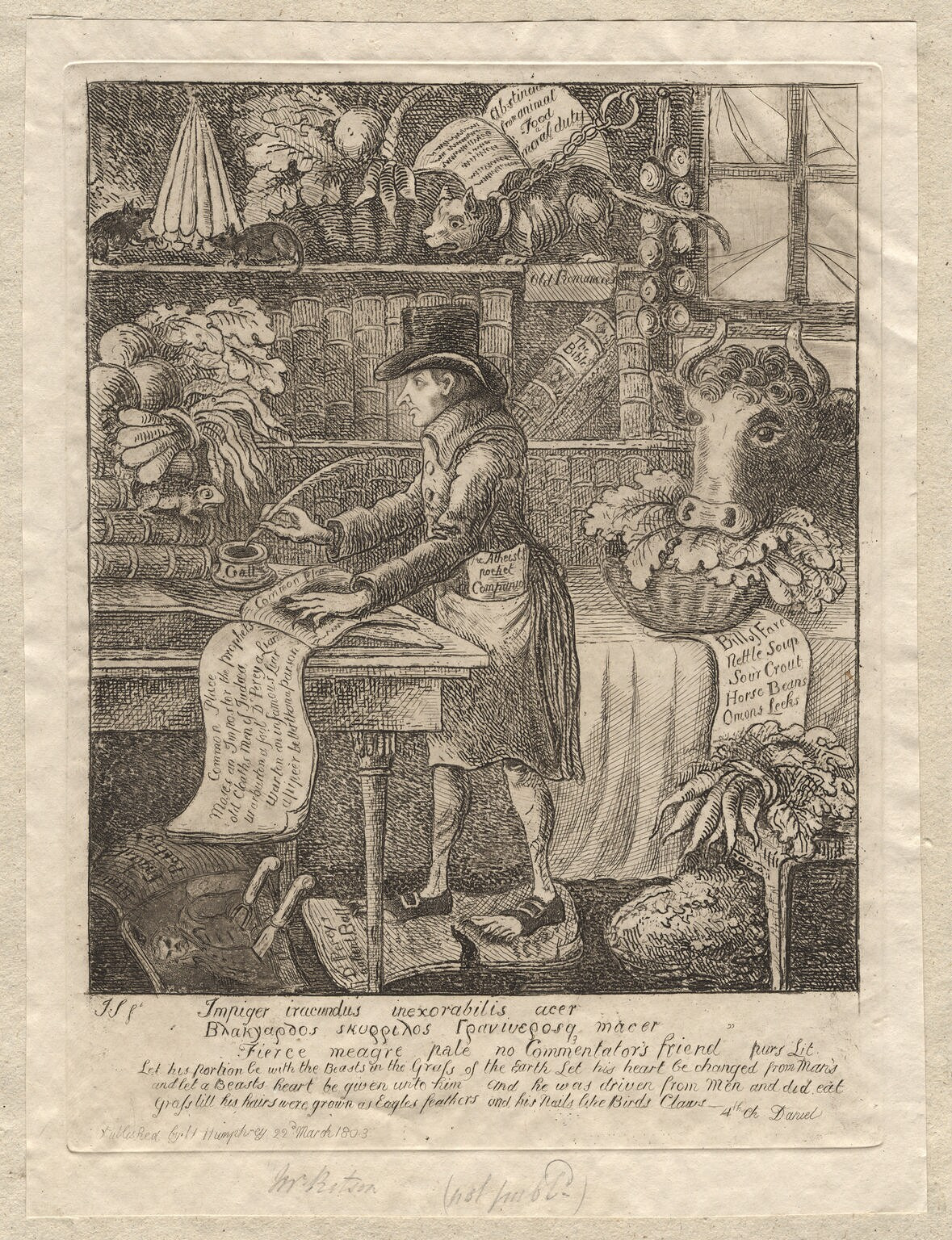
Joseph Ritson

Neste século, apareceram bastantes livros em defesa do vegetarianismo. Em 1802, foi publicado um importante ensaio a favor do regime vegetariano An Essay On Abstinece From Animal Food, As A Moral Duty, da autoria de Joseph Ritson.
Um dos mais importantes apologistas do vegetarianismo deste período foi o poeta Percy Bysshe Shelley, um vegetariano rigoroso que escreveu dois ensaios sobre o regime vegetal. O seu amigo Lord Byron era quase vegetariano e acreditava que a carne torna as pessoas ferozes.
Por sua vez, Alphonse de Lamartine estava convencido de que "matar os animais para nos sustentarmos com a sua carne e o seu sangue é uma das mais deploráveis e das mais vergonhosas enfermidades da condição humana." E o escritor francês Jules Michelet escreveu assim em La Femme (1859):
| “ | Tem-se feito uma revolução: deixamos o sóbrio regime francês, e cada vez mais adoptamos a cozinha sanguinolenta e pesada dos nossos vizinhos, apropriada talvez ao seu clima, mas não ao nosso. O pior é que infligimos esse regímen às nossas crianças. Que estranho espectáculo ver a mãe dar à sua filha, que ainda ontem amamentava, esta grosseira alimentação de carnes em sangue, e os excitantes perigosos: o vinho, a exaltação; o café! E espanta-se de vê-la violenta, caprichosa, apaixonada. É ela mesma que tem a culpa disso. | ” |

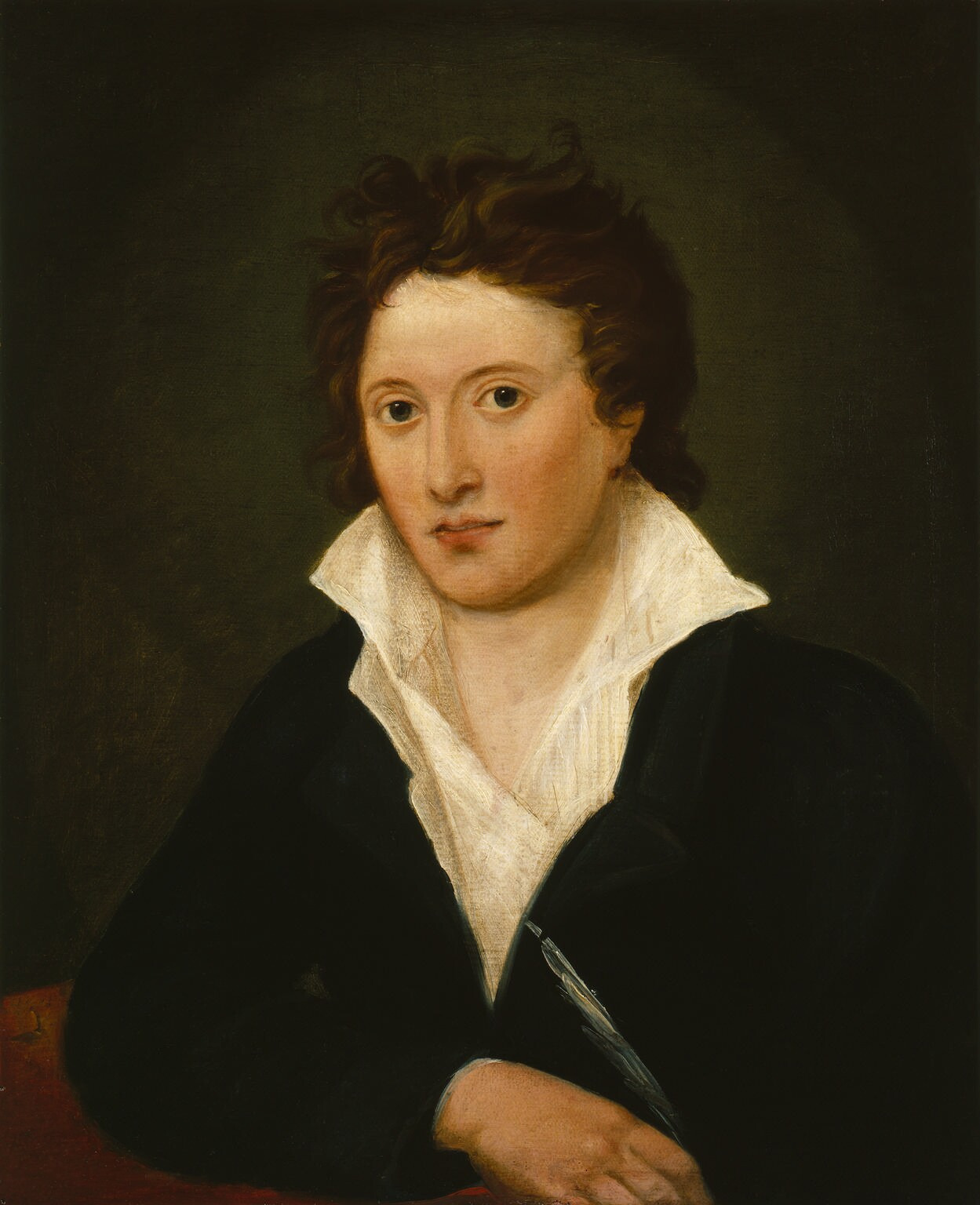
Percy Bysshe Shelley, poeta romântico inglês, autor de dois importantes ensaios sobre vegetarianismo

É de notar que, para além do ensaio de Ritson, nesse século foram publicadas inúmeras obras sobre vegetarianismo: Moral Inquiries on the Situation of Man and of Brutes de Lewis Gompertz em 1824; Vegetable Diet: As Sanctioned by Medical Men, and by Experience in All Ages do Dr. William Andrus Alcott em 1838 e depois em 1859; Philozoia: Or Moral Reflections On The Actual Condition Of The Animal Kingdom de Thomas Forster em 1839, The Ethics of Diet: A Catena of Authorities Deprecatory of the Practice of Flesh-Eating de Howard Williams em 1883; Animals' Rights Considered In Relation To Social Progress de Henry Stephens Salt em 1892; entre muitos outros títulos.
Antes do século XIX, o vegetarianismo era chamado de "Dieta Pitagórica" por causa de Pitágoras, e foi só nesse século que o termo "vegetariano" surgiu. A Vegetarian Society, fundada em 1847, reivindica ter "criado a palavra vegetarian (vegetariano) do latim vegetus, que significa 'vivo' (que é como os primeiros vegetarianos disseram se sentir com a dieta)". Entretanto, o dicionário de inglês Oxford, entre outros dicionários padrões, afirma que a palavra foi formada do termo "vegetable" (vegetal) e do sufixo "-arian".
O dicionário de inglês Oxford também aponta a evidência que indica que a palavra já era usada antes da fundação da Vegetarian Society:
- 1839 - "Se eu tivesse que cozinhar, inevitavelmente me tornaria vegetariano." (F. A. Kemble, Jrnl. Residence on Georgian Plantation (1863) 251)
- 1842 - "Dizer a um vegetariano saudável que sua dieta é bastante antipática com os desejos de sua natureza." (Healthian, Apr. 34)

Mas observa que: "O uso geral da palavra aparentemente aumentou muito devido à criação da Vegetarian Society em Ramsgate em 1847."

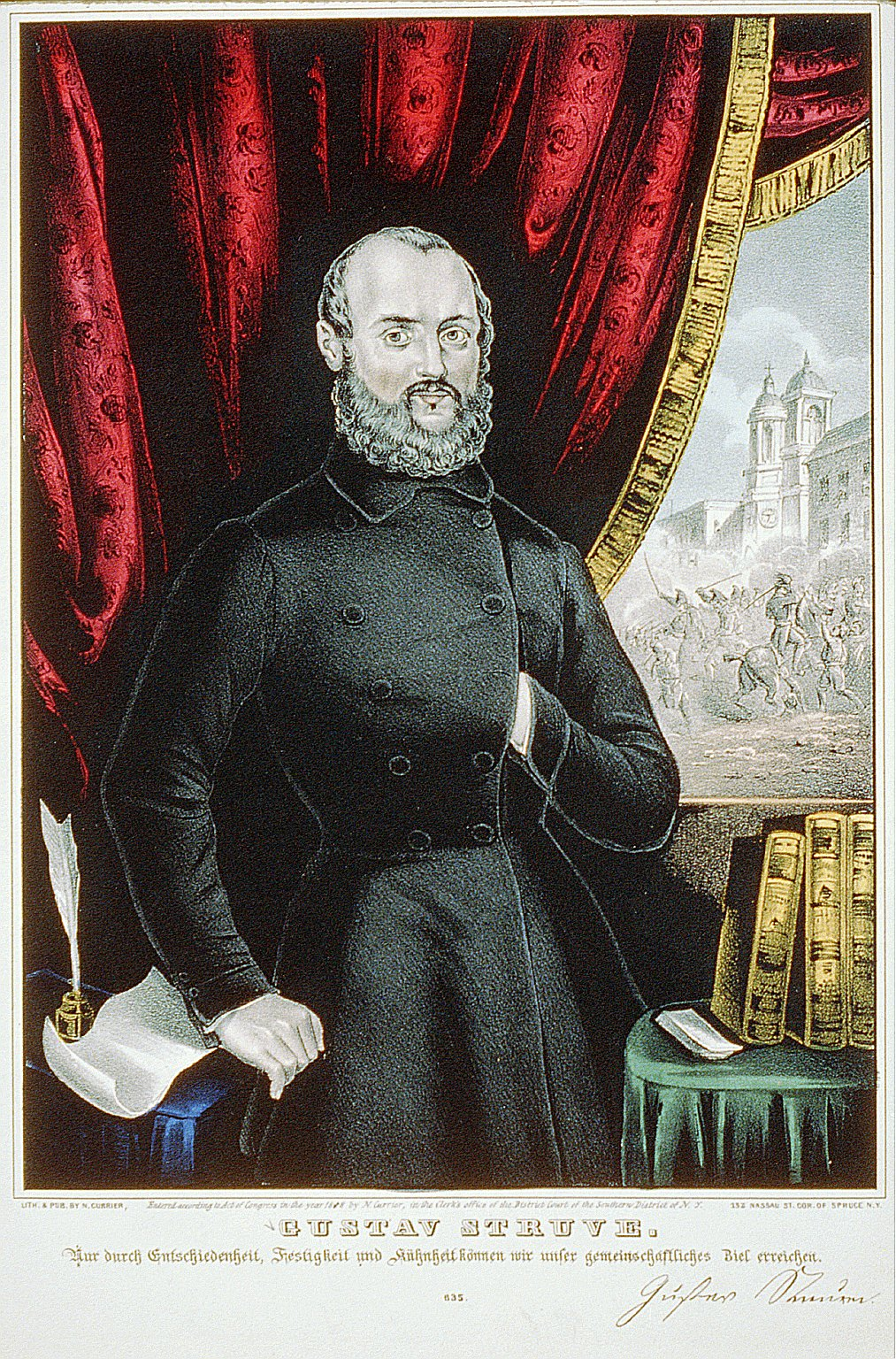
Gustav Struve, político, advogado, escritor, jornalista, abolicionista e revolucionário alemão. Um dos pioneiros do movimento vegetariano na Alemanha.

No início do século XX, o escritor irlandês George Bernard Shaw ainda tentou em vão introduzir o termo "Shelleyism", segundo o poeta Shelley (que o fez tornar-se vegetariano), mas o termo "vegetariano" prevaleceu, apesar de ser um termo enganoso, como refere o professor Rod Preece, no sentido de que os vegetarianos comem mais do que apenas vegetais.
Um dos pioneiros do vegetarianismo na América durante o século XIX foi o herói folclórico Johnny Appleseed, que vivia em comunhão com a natureza, recusando-se a fazer mal a qualquer animal e alimentando-se com comida vegetariana. Em 1843, Amos Bronson Alcott, um vegetariano rigoroso, pacifista e abolicionista, fundou uma comunidade vegana em Massachusetts. Muitos daqueles que lutaram pelo fim da escravidão foram defensores do vegetarianismo. Mais tarde, William Metcalfe (1788-1862), um pacifista e proeminente membro da Bible-Christian Church, pregou o vegetarianismo e esteve, juntamente com Sylvester Graham, entre os fundadores da Sociedade Vegetariana Americana em 1850. Ellen G. White, uma das fundadoras dos Adventistas do Sétimo Dia, tornou-se também defensora do vegetarianismo, e, desde então, essa igreja tem recomendado uma dieta sem carne.
Na Alemanha oitocentista, o conhecido político, publicista e revolucionário Gustav Struve (1805-1870), que se tornou vegetariano em 1832 sob a influência de Emílio, ou Da Educação de Jean-Jacques Rousseau, teve um papel importante na fase inicial do movimento vegetariano, nomeadamente através das suas obras literárias. Num dos seus livros, ele sustentava que aqueles que testemunham "a luta dos outros animais enquanto são conduzidos pelo açougueiro, os gemidos da morte do boi, ou os gritos do porco a sangrar" tornam-se endurecidos em relação aos sofrimentos da sua própria espécie. 
Outro pioneiro do vegetarianismo na Alemanha foi o filósofo e poeta Georg Friedrich Daumer, que escreveu que "A fundação da verdadeira cultura - um profundo civilizar e refinar da humanidade - é claramente impossível, enquanto um sistema organizado de homicídio e de consumo de cadáveres prevalecer por costume reconhecido."
Em 1867, Eduard Baltzer fundou aquela que foi, provavelmente, a primeira sociedade promotora do vegetarianismo da Alemanha. Struve fundou uma outra associação vegetariana em 1868, e outros grupos foram a aparecendo.
Entrementes, na Rússia, o vegetarianismo foi amplamente defendido pelo escritor vegetariano Liev Tolstói, que escreveu, inclusive, uma introdução para a versão russa da compilação de escritos vegetarianos The Ethics of Diet, de Howard Williams (1837-1931).

## Século XX

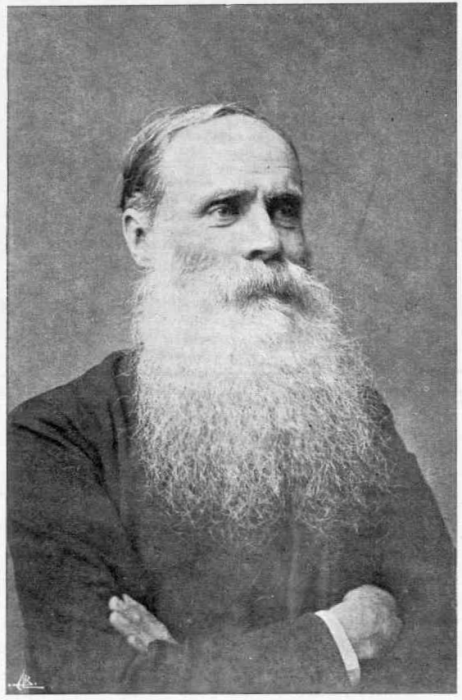
Jaime de Magalhães Lima, defensor e divulgador do vegetarianismo em Portugal. Colaborou com diversos artigos para o mensário O Vegetariano.

Em 1901, foi criada a primeira sociedade vegetariana na Rússia. Em 1905, foi criada a primeira Sociedade Vegetariana em Espanha. Em 1908, foi fundada, em Dresden, na Alemanha, a União Vegetariana Internacional (International Vegetarian Union, IVU), uma organização sem fins lucrativos destinada a promover o vegetarianismo.
Em 1911, foi fundada a Sociedade Vegetariana de Portugal, no Porto. O seu presidente era o doutor Amílcar de Sousa, e o presidente honorário era o escritor Jaime de Magalhães Lima. Esta sociedade publicou uma revista mensal, O Vegetariano (durante algum tempo, o secretário de redacção da revista foi o escritor Ângelo Jorge), assim como a Biblioteca Vegetariana, com diversos livros de autores portugueses e estrangeiros. A associação tinha delegados no estrangeiro: em França, era o doutor Henri Collière; em Inglaterra, era o doutor Josiah Oldfield; e, na América do Norte, o doutor John Harvey Kellogg.
Em 1985, a banda inglesa de roque The Smiths lançou o álbum Meat Is Murder, cuja faixa-título diz que o consumo de carne pelos seres humanos é um assassinato.

## Século 21
Em 2009/2010, 9% dos brasileiros se declarou vegetariana segundo pesquisa do Instituto Brasileiro de Opinião Pública e Estatística.